# 2011–2012-es NextGen Széria
A 2011–2012-es NextGen Széria volt a NextGen Széria első kiírása, melyet az Internazionale U19 csapata nyert meg, a döntőben az Ajaxot legyőzve.

## Csoportkör
A csapatokat négy darab négy fős csoportba sorolták, ahol hazai és vendég mérkőzéseken, körmérkőzéses rendszerben játszottak egymással. A csoportok első két helyezettje jutott tovább az egyenes kieséses szakaszba.

### A csoport
| Csapat              | M | Gy | D | V | G+ | G– | Gk  | P  |
| ------------------- | - | -- | - | - | -- | -- | --- | -- |
| Barcelona U19       | 6 | 5  | 0 | 1 | 20 | 9  | +11 | 15 |
| Marseille U19       | 6 | 4  | 0 | 2 | 11 | 10 | +1  | 12 |
| Celtic U19          | 6 | 3  | 0 | 3 | 11 | 12 | -1  | 9  |
| Manchester City U19 | 6 | 0  | 0 | 6 | 6  | 17 | -11 | 0  |

| 2011. augusztus 17. 20:30 |

| Marseille U19 | 1 – 0                | Celtic U19 |
| ------------- | -------------------- | ---------- |
| Bangoura 6'   | [Report Jegyzőkönyv] |            |

| Stade Marcel Cerdan, Carnoux-en-Provence |

| 2011. augusztus 31. 20:30 |

| Celtic U19 | 1 – 3                | Barcelona U19                     |
| ---------- | -------------------- | --------------------------------- |
| Watt 23'   | [Report Jegyzőkönyv] | Ernesto 17' Patric 37' Dongou 48' |

| Celtic Park, Glasgow |

| 2011. szeptember 15. 20:00 |

| Manchester City U19 | 1 – 2                | Barcelona U19        |
| ------------------- | -------------------- | -------------------- |
| Bunn 40'            | [Report Jegyzőkönyv] | Miguel Ángel 52' 74' |

| Ewen Fields, Hyde |

| 2011. szeptember 29. 20:30 |

| Barcelona U19                                  | 4 – 1                | Marseille U19 |
| ---------------------------------------------- | -------------------- | ------------- |
| Ernesto 3' Dongou 46' 88' Enukidze 54' (öngól) | [Report Jegyzőkönyv] | Aloè 64'      |

| Mini Estadi, Barcelona |

| 2011. október 5. 18:00 |

| Marseille U19                       | 3 – 0                | Manchester City U19 |
| ----------------------------------- | -------------------- | ------------------- |
| Jobello 18' Ammari 82' Moulet 90+4' | [Report Jegyzőkönyv] |                     |

| Stade Marcel Cerdan, Carnoux-en-Provence |

| 2011. október 17. 20:00 |

| Manchester City U19  | 2 – 4                | Celtic U19                         |
| -------------------- | -------------------- | ---------------------------------- |
| Román 10' Suárez 65' | [Report Jegyzőkönyv] | Herron 25' George 39' 59' Watt 68' |

| Ewen Fields, Hyde |

| 2011. október 20. 18:00 |

| Marseille U19                                   | 4 – 2                | Barcelona U19          |
| ----------------------------------------------- | -------------------- | ---------------------- |
| Aloè 44' Diop 50' (p) Santiago 60' Abdullah 88' | [Report Jegyzőkönyv] | Ernesto 19' Dongou 22' |

| Stade Marcel Cerdan, Carnoux-en-Provence |

| 2011. november 3. 20:15 |

| Barcelona U19                             | 4 – 1                | Manchester City U19 |
| ----------------------------------------- | -------------------- | ------------------- |
| Sandro 30' 40' Miguel Ángel 68' Ledes 86' | [Report Jegyzőkönyv] | Hiwula 87'          |

| Mini Estadi, Barcelona |

| 2011. november 7. 20:30 |

| Celtic U19              | 2 – 1                | Manchester City U19 |
| ----------------------- | -------------------- | ------------------- |
| McGeouch 34' Fraser 41' | [Report Jegyzőkönyv] | Rusnack 67'         |

| Celtic Park, Glasgow |

| 2011. november 24. 19:00 |

| Barcelona U19                          | 5 – 1                | Celtic U19 |
| -------------------------------------- | -------------------- | ---------- |
| Patric 3' Dongou 5' 57' 62' Sandro 74' | [Report Jegyzőkönyv] | Watt 75'   |

| Mini Estadi, Barcelona |

| 2011. november 24. 20:00 |

| Manchester City U19 | 1 – 2                | Marseille U19            |
| ------------------- | -------------------- | ------------------------ |
| Hiwula 42'          | [Report Jegyzőkönyv] | Santiago 34' Bonelli 81' |

| Ewen Fields, Hyde |

| 2011. december 7. 20:45 |

| Celtic U19                          | 3 – 0                | Marseille U19 |
| ----------------------------------- | -------------------- | ------------- |
| Twardzik 45' Toshney 57' George 80' | [Report Jegyzőkönyv] |               |

| Celtic Park, Glasgow |

### B csoport
| Csapat          | M | Gy | D | V | G+ | G– | Gk  | P  |
| --------------- | - | -- | - | - | -- | -- | --- | -- |
| Sporting CP U19 | 6 | 5  | 1 | 0 | 20 | 6  | +14 | 16 |
| Liverpool U19   | 6 | 2  | 1 | 3 | 9  | 11 | −2  | 7  |
| Wolfsburg U19   | 6 | 1  | 3 | 2 | 8  | 9  | −1  | 6  |
| Molde U19       | 6 | 1  | 1 | 4 | 10 | 21 | −11 | 4  |

| 2011. augusztus 17. 20:00 |

| Liverpool U19 | 0 – 3                | Sporting CP U19                   |
| ------------- | -------------------- | --------------------------------- |
|               | [Report Jegyzőkönyv] | Teixeira 26' Betinho 38' Rosa 86' |

| Anfield, Liverpool |

| 2011. augusztus 18. 19:00 |

| Molde U19                                | 3 – 1                | Wolfsburg U19 |
| ---------------------------------------- | -------------------- | ------------- |
| Hollingen 58' Bjerkås 90+1' Tripić 90+4' | [Report Jegyzőkönyv] | Millemaci 50' |

| Aker Stadion, Molde |

| 2011. augusztus 31. 21:00 |

| Sporting CP U19       | 2 – 1 | Wolfsburg U19 |
| --------------------- | ----- | ------------- |
| Betinho 45' Chaby 64' |       | Arnold 53'    |

| Estádio José Alvalade, Lisszabon Játékvezető: Bruno Esteves |

| 2011. szeptember 7. 19:00 |

| Molde U19 | 0 – 4                | Liverpool U19                            |
| --------- | -------------------- | ---------------------------------------- |
|           | [Report Jegyzőkönyv] | Silva 26' 46' Coady 57' (p) Sterling 82' |

| Aker Stadion, Molde |

| 2011. szeptember 14. 20:00 |

| Liverpool U19      | 1 – 1 | Wolfsburg U19 |
| ------------------ | ----- | ------------- |
| Kleihs 87' (öngól) |       | Hansen 44'    |

| Anfield, Liverpool |

| 2011. szeptember 15. 21:00 |

| Sporting CP U19                                         | 6 – 1 | Molde U19      |
| ------------------------------------------------------- | ----- | -------------- |
| Chaby 6' Medeiros 13' Betinho 44' 58' Mané 90' Rosa 90' |       | Stamnestrø 63' |

| Estádio do Restelo, Lisszabon |

| 2011. szeptember 21. 18:00 |

| Wolfsburg U19              | 2 – 0                | Liverpool U19 |
| -------------------------- | -------------------- | ------------- |
| Güleryüz 48' Millemaci 54' | [Report Jegyzőkönyv] |               |

| Volkswagen Arena, Wolfsburg |

| 2011. szeptember 29. 20:00 |

| Liverpool U19            | 3 – 0 | Molde U19 |
| ------------------------ | ----- | --------- |
| Morgan 69' 87' Silva 89' |       |           |

| Anfield, Liverpool |

| 2011. október 19. 18:00 |

| Wolfsburg U19 | 0 – 0                | Sporting CP U19 |
| ------------- | -------------------- | --------------- |
|               | [Report Jegyzőkönyv] |                 |

| VfL-Stadion am Elsterweg, Wolfsburg |

| 2011. november 2. 18:00 |

| Wolfsburg U19                  | 3 – 3                | Molde U19                 |
| ------------------------------ | -------------------- | ------------------------- |
| Bildirici 35' 42' Güleryüz 45' | [Report Jegyzőkönyv] | Tripić 6' 88' Markeng 93' |

| VfL-Stadion am Elsterweg, Wolfsburg |

| 2011. november 12. 15:00 |

| Molde U19                           | 3 – 4                | Sporting CP U19                 |
| ----------------------------------- | -------------------- | ------------------------------- |
| Furu 18' Tripić 79' (p) Markeng 81' | [Report Jegyzőkönyv] | Fonseca 4' Guedes 27' Bruma 47' |

| Aker Stadion, Molde |

| 2011. november 16. 21:00 |

| Sporting CP U19                            | 5 – 1                | Liverpool U19 |
| ------------------------------------------ | -------------------- | ------------- |
| Ié 19' Chaby 35' Betinho 53' 61' Etock 86' | [Report Jegyzőkönyv] | Ngoo 39'      |

| Estádio Municipal de Mafra, Mafra |

### C csoport
| Csapat          | M | Gy | D | V | G+ | G– | Gk  | P  |
| --------------- | - | -- | - | - | -- | -- | --- | -- |
| Aston Villa U19 | 6 | 4  | 0 | 2 | 15 | 7  | +8  | 12 |
| Ajax U19        | 6 | 3  | 1 | 2 | 9  | 7  | +2  | 10 |
| Rosenborg U19   | 6 | 3  | 0 | 3 | 11 | 11 | 0   | 9  |
| Fenerbahçe U19  | 6 | 1  | 1 | 4 | 5  | 15 | –10 | 4  |

| 2011. augusztus 17. 19:30 |

| Ajax U19                 | 2 – 0                | Aston Villa U19 |
| ------------------------ | -------------------- | --------------- |
| De Bondt 17' Fischer 49' | [Report Jegyzőkönyv] |                 |

| De Toekomst, Amszterdam |

| 2011. szeptember 7. 19:30 |

| Ajax U19                                           | 5 – 1                | Fenerbahçe U19 |
| -------------------------------------------------- | -------------------- | -------------- |
| Fennich 27' 29' Fischer 54' Klaassen 57' De Sa 67' | [Report Jegyzőkönyv] | Şimşek 43'     |

| De Toekomst, Amszterdam |

| 2011. szeptember 28. 19:00 |

| Rosenborg U19 | 1 – 2                | Ajax U19        |
| ------------- | -------------------- | --------------- |
| Bakenga 19'   | [Report Jegyzőkönyv] | Klaassen 6' 66' |

| Lerkendal Stadion, Trondheim Nézőszám: 830 |

| 2011. szeptember 28. 20:00 |

| Aston Villa U19                                     | 4 – 0                | Fenerbahçe U19 |
| --------------------------------------------------- | -------------------- | -------------- |
| Carruthers 10' Gardner 25' Robinson 54' Johnson 70' | [Report Jegyzőkönyv] |                |

| Villa Park, Birmingham |

| 2011. október 12. 19:00 |

| Rosenborg U19                      | 4 – 2                | Fenerbahçe U19        |
| ---------------------------------- | -------------------- | --------------------- |
| Bakenga 24' 72' 73' Aasbak 26' (p) | [Report Jegyzőkönyv] | Kandemir 4' Niyaz 62' |

| Lerkendal Stadion, Trondheim Nézőszám: 330 |

| 2011. október 26. 14:30 |

| Fenerbahçe U19       | 1 – 2                | Aston Villa U19          |
| -------------------- | -------------------- | ------------------------ |
| Williams 60' (öngól) | [Report Jegyzőkönyv] | Johnson 63' Kinsella 83' |

| Maltepe Stadı, Isztambul |

| 2011. november 2. 20:00 |

| Aston Villa U19                       | 4 – 1                | Rosenborg U19 |
| ------------------------------------- | -------------------- | ------------- |
| Burke 45' 84' Gardner 60' Drennan 90' | [Report Jegyzőkönyv] | Bakenga 8'    |

| Villa Park, Birmingham |

| 2011. november 2. 14:00 |

| Fenerbahçe U19 | 0 – 0                | Ajax U19 |
| -------------- | -------------------- | -------- |
|                | [Report Jegyzőkönyv] |          |

| Maltepe Stadı, Isztambul |

| 2011. november 9. 20:00 |

| Rosenborg U19              | 3 – 2                | Aston Villa U19          |
| -------------------------- | -------------------- | ------------------------ |
| Selnæs 29' 70' Bakenga 79' | [Report Jegyzőkönyv] | Williams 39' Johnson 42' |

| Lerkendal Stadion, Trondheim |

| 2011. november 16. 13:00 |

| Fenerbahçe U19 | 1 – 0                | Rosenborg U19 |
| -------------- | -------------------- | ------------- |
| Akar           | [Report Jegyzőkönyv] |               |

| Maltepe Stadı, Isztambul |

| 2011. november 22. 20:00 |

| Aston Villa U19 | 3 – 0                | Ajax U19 |
| --------------- | -------------------- | -------- |
| Gardner         | [Report Jegyzőkönyv] |          |

| Villa Park, Birmingham |

| 2011. november 29. 18:30 |

| Ajax U19 | 0 – 2                | Rosenborg U19          |
| -------- | -------------------- | ---------------------- |
|          | [Report Jegyzőkönyv] | Bjørnholm 52' Øien 90' |

| De Toekomst, Amszterdam |

### D csoport
| Csapat                | M | Gy | D | V | G+ | G– | Gk  | P  |
| --------------------- | - | -- | - | - | -- | -- | --- | -- |
| Tottenham Hotspur U19 | 6 | 4  | 2 | 0 | 17 | 6  | +11 | 14 |
| Internazionale U19    | 6 | 3  | 2 | 1 | 8  | 11 | –3  | 11 |
| Basel U19             | 6 | 1  | 2 | 3 | 4  | 8  | –4  | 5  |
| PSV Eindhoven U19     | 6 | 1  | 0 | 5 | 9  | 13 | –4  | 3  |

| 2011. augusztus 17. 19:30 |

| Basel U19         | 2 – 2                | Tottenham Hotspur U19       |
| ----------------- | -------------------- | --------------------------- |
| Pak 6' Maroufi 8' | [Report Jegyzőkönyv] | Kane 16' (p) Coulthirst 46' |

| Stadion Rankhof, Bázel Nézőszám: 750 Játékvezető: Luke Fähndrich |

| 2011. augusztus 31. 19:30 |

| Basel U19 | 1 – 0                | PSV Eindhoven U19 |
| --------- | -------------------- | ----------------- |
| Nafiu 20' | [Report Jegyzőkönyv] |                   |

| Stadion Rankhof, Bázel Nézőszám: 820 Játékvezető: Sascha Amhof |

| 2011. augusztus 31. 16:00 |

| Tottenham Hotspur U19                                 | 7 – 1                | Internazionale U19 |
| ----------------------------------------------------- | -------------------- | ------------------ |
| Pritchard 7' 67' Coulibaly 12' 29' Gomelt 14' 23' 37' | [Report Jegyzőkönyv] | Bessa 39' (p)      |

| Brisbane Road, London |

| 2011. szeptember 14. 16:00 |

| Internazionale U19       | 3 – 2                | PSV Eindhoven U19           |
| ------------------------ | -------------------- | --------------------------- |
| Bessa 5' Longo 44' 90+3' | [Report Jegyzőkönyv] | Tanane 56' Van Overbeek 90' |

| Grazia Deledda, Milánó |

| 2011. szeptember 27. 15:30 |

| PSV Eindhoven U19 | 1 – 2                | Tottenham Hotspur U19   |
| ----------------- | -------------------- | ----------------------- |
| Rayhi 60'         | [Report Jegyzőkönyv] | Coulibaly 43' Munns 87' |

| De Herdgang, Eindhoven Játékvezető: S. Berben |

| 2011. szeptember 28. 16:00 |

| Internazionale U19 | 1 – 0                | Basel U19 |
| ------------------ | -------------------- | --------- |
| Vojtuš 45+2'       | [Report Jegyzőkönyv] |           |

| Grazia Deledda, Milánó Nézőszám: 250 Játékvezető: Minelli (Varese) |

| 2011. október 19. 15:00 |

| Tottenham Hotspur U19                                | 4 – 1                | PSV Eindhoven U19 |
| ---------------------------------------------------- | -------------------- | ----------------- |
| Ceballos 18' Veljković 22' Pritchard 53' Oyenuga 55' | [Report Jegyzőkönyv] | Van Ooijen 41'    |

| Spurs Lodge, London |

| 2011. november 2. 15:30 |

| PSV Eindhoven U19                          | 4 – 1                | Basel U19    |
| ------------------------------------------ | -------------------- | ------------ |
| Koch 15' Ritzmaier 24' 57' Bentancourt 62' | [Report Jegyzőkönyv] | Shillova 21' |

| De Herdgang, Eindhoven Nézőszám: 150 Játékvezető: Vrijhof |

| 2011. november 23. 15:00 |

| Tottenham Hotspur U19 | 1 – 0                | Basel U19 |
| --------------------- | -------------------- | --------- |
| Veljković 22'         | [Report Jegyzőkönyv] |           |

| Spurs Lodge, London |

| 2011. december 8. 14:45 |

| Internazionale U19 | 1 – 1                | Tottenham Hotspur U19 |
| ------------------ | -------------------- | --------------------- |
| Pecorini 14'       | [Report Jegyzőkönyv] | Pritchard 23'         |

| Stadio Città di Meda, Milánó Játékvezető: Chiffi (Padua) |

| 2011. december 20. 18:00 |

| PSV Eindhoven U19 | 1 – 2                | Internazionale U19  |
| ----------------- | -------------------- | ------------------- |
| Rayhi 75'         | [Report Jegyzőkönyv] | Bessa 15' Longo 33' |

| De Herdgang, Eindhoven Játékvezető: Van Der Hurk |

| 2012. január 3. 19:30 |

| Basel U19 | 0 – 0 | Internazionale U19 |
| --------- | ----- | ------------------ |
|           |       |                    |

|  |

## Egyenes kieséses szakasz

### Negyeddöntő
| 2012. január 25. 20:00 |

| Aston Villa U19 | 1 – 2 (h.u.)         | Marseille U19        |
| --------------- | -------------------- | -------------------- |
| Gardner 90'     | [Report Jegyzőkönyv] | Gadi 36' Omrani 101' |

| Villa Park, Birmingham Játékvezető: Steve Martin |

| 2012. január 25. 20:30 |

| Sporting CP U19 | 0 – 1                | Internazionale U19 |
| --------------- | -------------------- | ------------------ |
|                 | [Report Jegyzőkönyv] | Mbaye 55'          |

| Estádio Dr. Magalhães Pessoa, Leiria Nézőszám: 6509 Játékvezető: Rui Silva |

| 2012. február 1. 20:00 |

| Tottenham Hotspur U19 | 1 – 0                | Liverpool U19 |
| --------------------- | -------------------- | ------------- |
| Coulthirst 71'        | [Report Jegyzőkönyv] |               |

| White Hart Lane, London Játékvezető: A. Davies |

| 2012. február 8. 18:30 |

| Barcelona U19 | 0 – 3                | Ajax U19                   |
| ------------- | -------------------- | -------------------------- |
|               | [Report Jegyzőkönyv] | Fischer 55' 81' Schoop 67' |

| Mini Estadi, Barcelona |

1. ↑  Tottenham Hotspur önként visszalépett, miután kiderült, hogy versenyszabályokat megsértettek azzal, hogy két kiskorú játékossal álltak ki. A Liverpoolt kérték meg, hogy folytassák a versenysorozatot a Tottenham Hotspur helyett.

### Elődöntő
| 2012. március 14. 20:30 |

| Liverpool U19 | 0 – 6                | Ajax U19                                          |
| ------------- | -------------------- | ------------------------------------------------- |
|               | [Report Jegyzőkönyv] | Fischer 7' 48' 71' Klaassen 62' (p) 70' De Sa 42' |

| Langtree Park, St Helens Nézőszám: 6000 |

| 2012. március 21. 19:00 |

| Internazionale U19    | 2 – 0                | Marseille U19 |
| --------------------- | -------------------- | ------------- |
| Crisetig 3' Longo 42' | [Report Jegyzőkönyv] |               |

| Griffin Park, London |

### Bronzmérkőzés
| 2012. március 24. 11:00 |

| Liverpool U19       | 2 – 0                | Marseille U19 |
| ------------------- | -------------------- | ------------- |
| Ngoo 40' Morgan 90' | [Report Jegyzőkönyv] |               |

| Cobham Training Centre, London |

### Döntő
| 2012. március 25. 14:30 |

| Internazionale U19                  | 1 – 1                | Ajax U19                          |
| ----------------------------------- | -------------------- | --------------------------------- |
| Longo 45'                           | [Report Jegyzőkönyv] | Denswil 50'                       |
| Büntetőpárbaj                       |                      |                                   |
| Bessa Duncan Alborno Longo Crisetig | 5–3                  | Denswil Klaassen Veltman De Bondt |

| Matchroom Stadium, London Nézőszám: 2500 Játékvezető: Lee Collins |

| Internazionale | Ajax |

| INTERNAZIONALE: |    |                      |  |     |
| |    |                      |  |     |
| GK | 1  | Raffaele Di Gennaro  |  |     |
| DF | 2  | Simone Pecorini 120′ |  |     |
| DF | 3  | Ibrahima Mbaye 70′   |  |     |
| DF | 4  | Lukas Spendlhofer    |  |     |
| DF | 5  | Marek Kysela         |  |     |
| MF | 6  | Alfred Duncan        |  |     |
| MF | 7  | Andrea Romanò (csk)  |  |     |
| MF | 8  | Lorenzo Crisetig     |  |     |
| MF | 9  | Samuele Longo 44'    |  |     |
| MF | 10 | Daniel Bessa         |  |     |
| FW | 11 | Marko Livaja         |  | 75' |
| Cserék: |    |                      |  |     |
| GK | 12 | Andrea Sala          |  |     |
| DF | 13 | Eugenio Giannetti    |  |     |
| DF | 14 | Rodrigo Alborno      |  | 75' |
| MF | 15 | Marco Benassi        |  |     |
| FW | 16 | Giovanni Terrani     |  |     |
| MF | 17 | Gianmarco Falasca    |  |     |
| FW | 18 | Francesco Forte      |  |     |
| Vezetőedző: |    |                      |  |     |
| Andrea Stramaccioni A meccs embere: Mickey van der Hart Partjelzők: Lee Betts and Colin Lymer Negyedik játékvezető: Charles Breakspear |    |                      |  |     |

| AJAX:       |    |                         |  |      |
|             |    |                         |  |      |
| GK          | 1  | Mickey van der Hart     |  |      |
| DF          | 2  | Sven Nieuwpoort         |  |      |
| DF          | 3  | Joël Veltman            |  |      |
| DF          | 4  | Stefano Denswil 48'     |  |      |
| DF          | 5  | Mitchell Dijks          |  |      |
| DF          | 6  | Fabian Sporkslede       |  |      |
| FW          | 7  | Lesley de Sa            |  | 75'  |
| MF          | 8  | Mats Rits               |  | 105' |
| FW          | 9  | Rowendey Schoop         |  | 54'  |
| FW          | 10 | Davy Klaassen (csk)     |  |      |
| FW          | 11 | Viktor Fischer          |  |      |
| Cserék:     |    |                         |  |      |
| GK          | 12 | Peter Leeuwenburgh      |  |      |
| DF          | 13 | Mike Busse              |  |      |
| MF          | 14 | Sinan Keskin            |  |      |
| FW          | 15 | Nick de Bondt           |  | 75'  |
| FW          | 16 | Danzell Gravenberch     |  | 54'  |
| DF          | 17 | Ruben Ligeon            |  |      |
| MF          | 18 | Abdel Malek El Hasnaoui |  | 105' |
| Vezetőedző: |    |                         |  |      |
| Fred Grim   |    |                         |  |      |

## Győztes
| A 2011–2012-es NextGen Series győztese |
| -------------------------------------- |
| Internazionale U19 1. cím              |

## Góllövőlista
| Hely. | Név                  | Csapat                | Gólok |
| ----- | -------------------- | --------------------- | ----- |
| 1     | Viktor Fischer       | Ajax U19              | 7     |
| 1     | Jean Marie Dongou    | Barcelona U19         | 7     |
| 3     | Mushaga Bakenga      | Rosenborg U19         | 6     |
| 3     | Betinho              | Sporting CP U19       | 6     |
| 3     | Gary Gardner         | Aston Villa U19       | 6     |
| 6     | Davy Klaassen        | Ajax U19              | 5     |
| 6     | Samuele Longo        | Internazionale U19    | 5     |
| 8     | Zlatko Tripić        | Molde U19             | 4     |
| 8     | Alex Pritchard       | Tottenham Hotspur U19 | 4     |
| 10    | Tomislav Gomelt      | Tottenham Hotspur U19 | 3     |
| 10    | Souleymane Coulibaly | Tottenham Hotspur U19 | 3     |
| 10    | Toni Silva           | Liverpool U19         | 3     |
| 10    | Ernesto Cornejo      | Barcelona U19         | 3     |
| 10    | Miguel Ángel         | Barcelona U19         | 3     |
| 10    | Daniel Johnson       | Aston Villa U19       | 3     |
| 10    | Filipe Chaby         | Sporting CP U19       | 3     |
| 10    | Sandro               | Barcelona U19         | 3     |
| 10    | Tony Watt            | Celtic U19            | 3     |
| 10    | Paul George          | Celtic U19            | 3     |
| 10    | Daniel Bessa         | Internazionale U19    | 3     |
| 21    | Youssef Fennich      | Ajax U19              | 2     |
| 21    | Lesley de Sa         | Ajax U19              | 2     |
| 21    | Farley Rosa          | Sporting CP U19       | 2     |
| 21    | Giovanni Millemaci   | Wolfsburg U19         | 2     |
| 21    | Adam Morgan          | Liverpool U19         | 2     |
| 21    | Aloe Baptiste        | Marseille U19         | 2     |
| 21    | Murat Bildirici      | Wolfsburg U19         | 2     |
| 21    | Andac Güleryüz       | Wolfsburg U19         | 2     |
| 21    | Graham Burke         | Aston Villa U19       | 2     |
| 21    | Marcel Ritzmaier     | PSV Eindhoven U19     | 2     |
| 21    | Ole Kristian Selnæs  | Rosenborg U19         | 2     |
| 21    | Bruma                | Sporting CP U19       | 2     |
| 21    | Simon Markeng        | Molde U19             | 2     |
| 21    | Miloš Veljković      | Tottenham Hotspur U19 | 2     |
| 21    | Patric               | Barcelona U19         | 2     |
| 21    | Jonathan Santiago    | Marseille U19         | 2     |
| 21    | Jordy Hiwula         | Manchester City U19   | 2     |
| 21    | Mohamed Rayhi        | PSV Eindhoven U19     | 2     |
| 21    | Shaq Coulthirst      | Tottenham Hotspur U19 | 2     |

## Fordítás
- Ez a szócikk részben vagy egészben  a(z)   2011–12 NextGen Series című angol Wikipédia-szócikk ezen változatának fordításán alapul.  Az eredeti cikk szerkesztőit annak laptörténete sorolja fel. Ez a jelzés csupán a megfogalmazás eredetét és a szerzői jogokat jelzi, nem szolgál a cikkben szereplő információk forrásmegjelöléseként.